# Schelfstadt
Schelfstadt is een plaats in de Duitse gemeente Schwerin, deelstaat Mecklenburg-Voor-Pommeren, en telt 4.099 inwoners (2006).